# UW Coronae Borealis
UW Coronae Borealis eller MS 1603.6+2600 är en dubbelstjärna belägen i den mellersta delen av stjärnbilden Norra kronan. Den har en genomsnittlig skenbar magnitud av ca 19,7 och kräver ett teleskop med kamera för att kunna observeras. 

## Observation

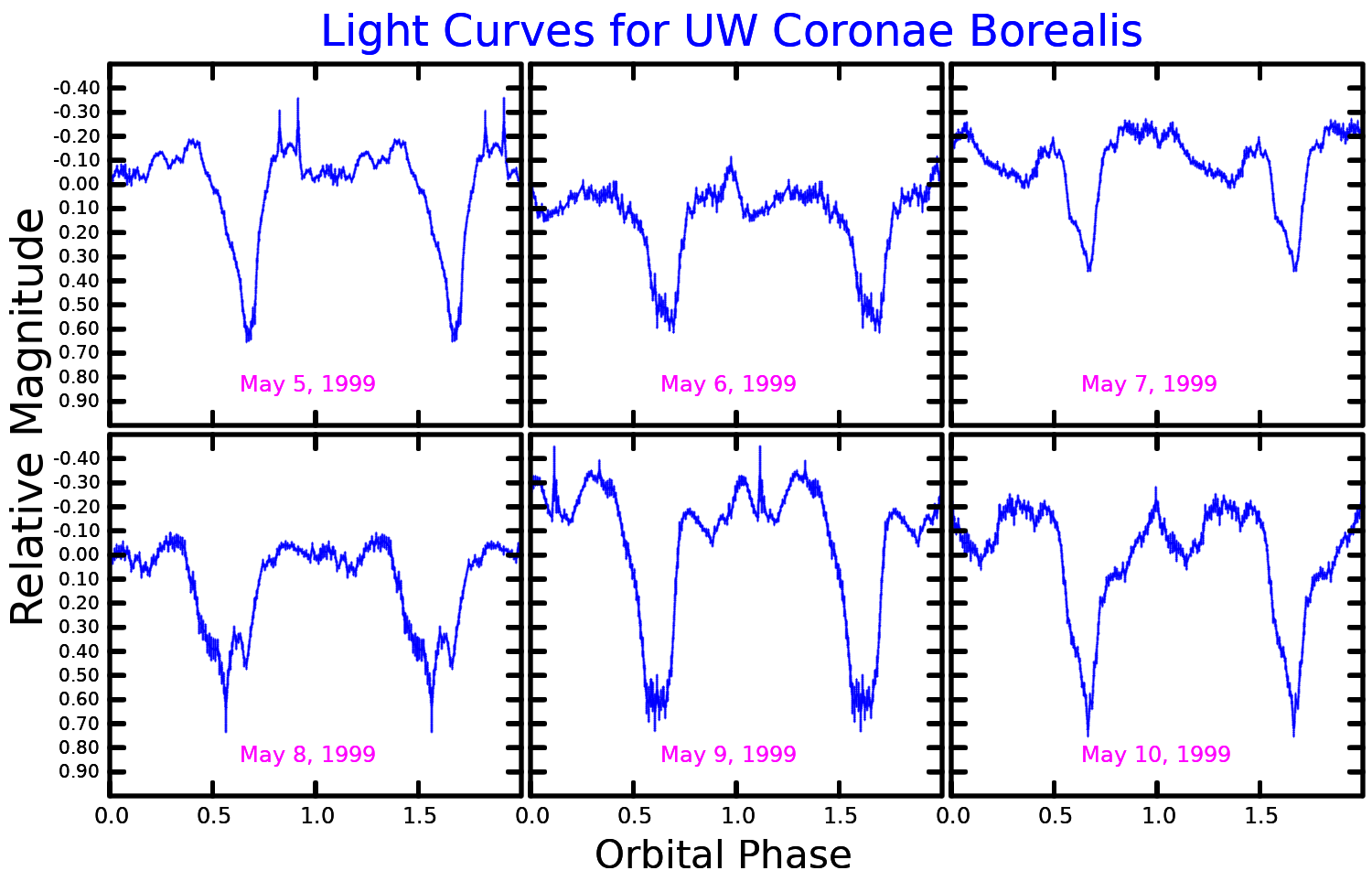
Sex representativa ljuskurvor i vita bandet för UW Coronae Borealis, anpassad från Hakala et al. 2029.

UW Coronae Borealis är en röntgendubbelstjärna med låg massa. Simon Morris et al. upptäckte röntgenkällan 1990 och kunde matcha den med en svag stjärna med en genomsnittlig visuell magnitud på 19,4. Dubbelstjärnan tros vara uppbyggd av en neutronstjärna som har en ackretionsskiva som hämtar material från dess följeslagare, en stjärna som är mindre massiv än solen. Skivan är asymmetrisk. Variabiliteten i systemet är komplex, med flera perioder identifierade. De två komponenterna kretsar kring varandra med en period av 111 minuter, medan det finns en annan period på 112,6 minuter. Slagperioden för dessa är 5,5 dygn, vilket tros representera precessionen av den asymmetriska ackretionsskivan runt neutronstjärnan.